# Willie Wilson
Willie James Wilson (né le 9 juillet 1955 à Montgomery, Alabama, États-Unis) est un voltigeur étoile de baseball ayant joué dans les Ligues majeures de 1976 à 1994, principalement pour les Royals de Kansas City.
Deux fois sélectionné pour le match des étoiles, Willie Wilson a remporté deux Bâtons d'argent, un Gant doré, a été champion frappeur en 1982, champion voleur de buts en 1979, en plus de mener une fois la ligue pour les coups sûrs et cinq fois pour les triples. Il est un gagnant de la Série mondiale 1985 avec Kansas City.

## Carrière
Willie Wilson est un choix de première ronde des Royals de Kansas City en juin 1974. Il amorce sa carrière dans le baseball majeur avec cette équipe le 4 septembre 1976 et restera chez les Royals jusqu'à la fin de la saison 1990.
Devenu joueur régulier des Royals au champ extérieur en 1978, Wilson patrouille le champ centre ou le champ gauche. Malgré peu de succès en offensive à sa saison recrue, il se distingue avec 46 vols de buts. Il s'impose dès 1979 comme l'un des joueurs les plus dangereux de la Ligue américaine, capable de faire bon contact avec la balle et de courir les buts avec rapidité. Wilson réussit 83 buts volés en 1979, le plus grand nombre de tout le baseball majeur. En 1980, il en vole 79, bon pour une seconde place derrière le champion voleur de buts et futur recordman Rickey Henderson. Wilson réussit 668 vols de buts au cours de sa carrière, avec quatre saisons de plus de 50, sept de plus de 40, et onze saisons consécutives d'au moins 30 larcins.
Cinq fois en six saisons entre 1979 et 1984, Wilson présente une moyenne au bâton supérieure à ,300. Il remporte en 1982 le championnat des frappeurs avec une moyenne de ,332, la meilleure du baseball majeur.
En 1980, Wilson mène les Ligues majeures pour les coups sûrs (230), les points marqués (133) et les triples (15). Il sera le meilleur frappeur de triples de la Ligue américaine à cinq reprises durant sa carrière : en 1980, 1982, 1985 (avec un sommet en carrière de 21), 1987 et 1988. En 1980, il établit un record des majeures avec 705 apparitions officielles au bâton durant la saison, une marque qui tient jusqu'à ce qu'elle soit battue par Jimmy Rollins en 2007.
Le joueur des Royals remporte le Bâton d'argent du meilleur voltigeur offensif de la Ligue américaine en 1980 et 1982. En 1980, il remporte également un Gant doré comme meilleur voltigeur défensif. Il est invité deux fois aux matchs des étoiles (1982, 1983) et considéré à quatre reprises au titre de joueur par excellence de la Ligue américaine. En 1980, il termine d'ailleurs quatrième au scrutin pour cette récompense annuelle.
En 1983, Wilson est impliqué dans le scandale qui ébranle le baseball majeur et plaide coupable à des accusations relatives à l'usage de cocaïne. Il passe 81 jours en prison à Fort Worth, au Texas, ce qui faisait de lui le premier joueur en activité de l'histoire des Ligues majeures à purger une peine d'emprisonnement. Suspendu par le commissaire du baseball Bowie Kuhn pour toute la saison 1984, il fait appel avec succès de cette décision et revient au jeu à la mi-mai. Les Royals échangèrent tous les autres joueurs de l'équipe trouvés coupables d'usage de cocaïne, sauf Wilson.
Wilson participe aux séries éliminatoires à plusieurs reprises avec Kansas City, la première fois en 1978. Il obtient quatre points produits en trois parties lors de la Série de championnat de la Ligue américaine en 1980, quand les Royals réussissent enfin à éliminer leurs rivaux les Yankees de New York. Il joue en Série mondiale pour la première fois cette année-là, mais Kansas City est battu par Philadelphie. En 1985, Wilson est champion de la Série mondiale alors que les Royals triomphent des Cardinals de Saint-Louis pour gagner leur premier titre. Après une performance de neuf coups sûrs et un coup de circuit en sept matchs de Série de championnat 1985 contre Toronto, Wilson maintient une moyenne au bâton de ,367 en finale face à Saint-Louis avec 11 coups sûrs en sept parties, un triple, trois points produits et trois buts volés.
Devenu agent libre après la saison 1990, il s'aligne deux ans avec les Athletics d'Oakland avant de passer à la Ligue nationale chez les Cubs de Chicago en 1993. Il met fin à sa carrière après avoir été libéré par les Cubs en mai 1994.
Willie Wilson a joué 2154 matchs dans le baseball majeur. Avec 2207 coups sûrs, sa moyenne au bâton en carrière s'élève à ,285. Il compte 281 doubles, 147 triples, 41 circuits, 585 points produits, 1169 points marqués et 668 buts volés.
En date du 1er septembre 2011, Wilson occupait le 12e rang de l'histoire du baseball avec ses 668 buts volés en carrière.
Il est le joueur ayant réussi le plus grand nombre de coups de circuit à l'intérieur du terrain au cours des dernières décennies, avec 13 en carrière, dont cinq dans la seule saison 1979.